# Eugenol
Eugenolul este un compus organic, un derivat alilic al guaiacolului. Este un compus incolor sau slab gălbui, aromatic și uleios, și se regăsește în uleiurile volatile din anumite specii vegetale, precum: cuișoare, scorțișoară, nucșoară, busuioc și dafin. Denumirea compusului provine de la denumirea științifică a plantei din care se obțin cuișoarele, Eugenia caryophyllata (care este în prezent denumită Syzygium aromaticum).